# 中西紀雄
中西 紀雄(なかにし のりお、1965年 - )は、日本のテレビカメラマン、撮影監督である。日本放送協会所属。

## 来歴
1965年熊本県生まれ。1984年、熊本県立玉名高等学校卒。1987年、日本工学院専門学校卒。同年、日本放送協会入局。その後、同局のNHK潜水撮影チームに所属。水中撮影と安全潜水スキルを習得した。NHK鹿児島放送局、NHK沖縄放送局、NHK松山放送局、NHK熊本放送局、NHK放送センターなどに勤務。自然番組を中心とした多くのドキュメンタリーを撮影
。
同局では水中撮影のカメラマンとして、潜水班のリーダー的役割を務めるなど重要なポジションをまかされている。また自然番組での撮影技術の継承活動や人材育成及び指導にもあたっている。
水中機材の新規開発も積極的に行う。自身が中心になって原理を開発した「TWINS CAM 水面合成カメラシステム」は2012年ロンドンオリンピックで国際映像として各国に提供され反響を呼んだ。また水中・水上の動きを一枚の画で表現することで、「新しい映像表現で効果的に競技を伝えることができた」「教育番組の教材映像としても効果を発揮した」と評価された。この技術は映画テレビ技術協会技術開発賞を受賞。特許も取得した。

## 受賞
- 2002年 - Jules Verne Awards Documentaries Best Picture - 『VAMPIRE FROM THE ABYSS』により[8]
- 2002年 - 第13回映画テレビ技術協会 鈴木賞奨励賞[3]
- 2010年 - 第64回映画テレビ技術協会 技術開発賞 - 『TWINS CAM 水面合成カメラシステム』の開発により[3]
- 2014年 - 第44回小倉・佐伯賞 - 『4K制作「月の魔法が命をよぶグレート・バリア・リーフ大産卵」撮影報告（映画テレビ技術第741号掲載）』により[8][11]
- 2020年 - 第50回日本映画テレビ技術協会 優秀制作技術賞[4][5]

## 特許
- 水上水中撮像装置、及び水上水中撮影方法[4][5]

## 主な担当番組
- 生きもの地球紀行
- ダーウィンが来た
- NHKスペシャル 海 知られざる世界
- 地球!ふしぎ大自然
- 自然へのいざない
- ザ・プレミアム 月の魔法が命をよぶ グレートバリアリーフ大産卵
- NHKスペシャル 大アマゾン 最後の秘境
- 熊本地震 痕跡を未来へ（撮影監督）[1]
- 驚き！海の生きもの超伝説 劇場版ダーウィンが来た！（映画撮影）[12]